# JFJ
JFJ is een Belgische band uit Limburg vernoemd naar de initialen van de voornamen van zanger Jonas Frederik Jos Wellens.
De band won in 2009 Limbomania en bracht in 2014 debuutalbum Electric Wood uit.
De band trad onder meer op op Pukkelpop.

## Discografie
- 2010 The jiving furniture jubileum (EP)
- 2014 Electric Wood (Fons Records)